# 酒寄駅
酒寄駅（さかよりえき）は茨城県真壁郡真壁町（現・桜川市）に所在した筑波鉄道筑波線の駅（廃駅）である。

## 歴史
- 1959年（昭和34年）7月1日：常総筑波鉄道により開業[2]。
- 1965年（昭和40年）6月1日：会社合併に伴い、関東鉄道の駅となる[4]。
- 1979年（昭和54年）4月1日：事業譲渡に伴い、筑波鉄道の駅となる[4]。
- 1987年（昭和62年）4月1日：筑波線の廃線に伴い廃止[3]。

## 駅構造
相対式ホーム1面1線の地上駅で、待合室があるだけの無人駅だった。

## 駅周辺
- 椎尾山薬王院
- 茨城県道41号つくば益子線

## 現状
廃線後に茨城県道・栃木県道41号つくば益子線が南側まで重なるように付け替えられたため、線路敷き・ホームともにあらかた撤去され、2019年（令和元年）現在辛うじてホームの土壇がわずかに残るだけである。北側で県道41号線が廃線敷きから東へ逸れていき、途切れていた自転車道（つくば霞ヶ浦りんりんロード）が復活する。
2016年（平成28年）10月1日、駅跡付近に桜川市・つくば市間広域連携バスの「旧酒寄駅跡」停留所が新設された。

## 隣の駅
筑波鉄道
筑波線
上大島駅 - 酒寄駅 - 紫尾駅